# 拉方特鎮區 (密蘇里州新馬德里縣)
拉方特鎮區（英語：La Font Township）是位於美國密蘇里州新馬德里縣的一個行政鎮區。

## 地方資料
拉方特鎮區的面積為142.21平方千米，當中陸地面積為138.64平方千米，而水域面積為3.57平方千米。根據2020年美國人口普查的數據，當地共有人口710人，而人口密度為每平方千米4.99人。